# Дмитренко Віктор Миколайович
Віктор Дмитренко (рос. Виктор Дмитренко, нар. 4 квітня 1991, Приморсько-Ахтарськ) — казахський футболіст, захисник клубу «Тобол» (Костанай).
Виступав, зокрема, за клуби «Кубань», «Торпедо» (Армавір) та «Астана», а також національну збірну Казахстану.

## Клубна кар'єра
Футболом розпочав займатися в 11 років у клубі «Азовець», першим тренером був Сергій Рогозін, який потім і порекомендував Віктора в інтернат «Кубані», де він і продовжив футбольну освіту в 2005 році. В інтернаті «Кубані» тренувався під керівництвом Ігоря Калешина. У 2007 році потрапив до заявки клубу, однак, на поле так і не вийшов. У 2008 році на запрошення тодішнього тренера «Кубані» Олександра Тарханова знову був заявлений до складу команди, на цей раз на турнір у Першому дивізіоні.
3 листопада 2008 року Віктор дебютував в основному складі, вийшовши на заміну Георгію Джіоєву на 75-й хвилині матчу 43-го туру першості проти клубу «Машук-КМВ». 6 листопада у вдруге зіграв за основу, вийшовши на заміну Роману Ленгієлу на 84-й хвилині матчу 44-го туру проти владикавказької «Аланії». У міжсезоння 2009 року залучався головним на той час тренером «Кубані» Сергієм Овчинниковим до ігор основного складу, проте, в офіційних матчах «Бос» його так і не випустив на поле. Дебютував у Прем'єр-лізі 29 листопада 2009 року, вийшовши на заміну Андрію Мурешану на 86-й хвилині матчу 30-го туру проти казанського «Рубіна». Окрім цього, провів у тому сезоні 24 матчі за молодіжний склад клубу, в яких забив 1 м'яч.
У сезоні 2010 року в основі не грав, 25 серпня було оголошено, що Віктор продовжив контракт з «Кубанню» і відразу ж відправився на правах оренди в кишинівський «Зімбру» для отримання додаткової ігрової практики. Дебютував у складі «Зімбру» 11 вересня в матчі чемпіонату проти іншого кишинівського клубу «Дачії». За вересень зіграв в трьох матчах команди, вийшовши у всіх них в основному складі, в цих зустрічах клуб здобув 2 перемоги і 1 раз зіграв внічию. Усього за час оренди провів за «зубрів» 10 матчів у чемпіонаті і 1 зустріч у Кубку Молдови, окрім цього, 7 разів включався журналістами в символічні збірні турів. У листопаді, після завершення терміну оренди, повернувся в «Кубань».
У 2011 році перейшов до клубу «Торпедо Армавір» з Другого дивзіону, в якому зіграв 14 матчів.
У 2012 році виїхав до Казахстану й уклав контракт з клубом «Астана». В Астані дебютував 24 червня 2012 року в переможному (1:0) домашньому матчі з «Ордабаси». У листопаді 2012 року здобув кубок Казахстану. У сезоні 2013 року став срібним призером чемпіонату, а в 2014 році — переможцем чемпіонату Казахстану. У складі столичної казахської команди провів наступні два роки своєї кар'єри гравця. Більшість часу, проведеного у складі «Астани», був основним гравцем захисту команди.
У 2015 році перейшов з «Астани» до «Актобе». Дебютував за нову команду 15 березня 2015 року у переможному (1:0) виїзному матчі з «Таразом».
До складу клубу «Тобол» (Костанай) приєднався у січні 2016 року. Відтоді встиг відіграти за команду з Костаная 24 матчі в національному чемпіонаті.

## Виступи за збірні
2012 року залучався до складу молодіжної збірної Казахстану. На молодіжному рівні зіграв у 2 офіційних матчах.
11 вересня 2012 року дебютував у складі національної збірної Казахстану в програному (0:2) виїзному матчі кваліфікації Чемпіонату світу 2014 року проти Швеції, який проходив у Мальме. Наразі провів у формі головної команди країни 16 матчів, забивши 1 гол.

## Статистика

### Клубна
Станом на 31 жовтня 2016
| Сезон             | Клуб               | Див                           | Ліга  | Ліга | Кубок | Кубок | Європа | Європа | Інші  | Інші | Загалом | Загалом |
| Сезон             | Клуб               | Див                           | Матчі | Голи | Матчі | Голи  | Матчі  | Голи   | Матчі | Голи | Матчі   | Голи    |
| ----------------- | ------------------ | ----------------------------- | ----- | ---- | ----- | ----- | ------ | ------ | ----- | ---- | ------- | ------- |
| 2008              | Кубань             | ФНЛ                           | 2     | 0    | 0     | 0     | -      | -      | -     | -    | 2       | 0       |
| 2009              | Кубань             | РПЛ                           | 1     | 0    |       |       | -      | -      | -     | -    | 1       | 0       |
| 2010              | Кубань             | ФНЛ                           | 0     | 0    |       |       | -      | -      | -     | -    | 0       | 0       |
| 2010-11           | Зімбру (оренда)    | Національний дивізіон Молдови | 10    | 0    |       |       | -      | -      | -     | -    | 24      | 2       |
| 2011–12           | Армавір (оренда)   | РПФЛ                          | 14    | 0    | 3     | 0     | -      | -      | -     | -    | 17      | 0       |
| 2012              | «Астана»           | Прем'єр-ліга (Казахстан)      | 18    | 2    | 6     | 0     | -      | -      | -     | -    | 24      | 2       |
| 2013              | «Астана»           | Прем'єр-ліга (Казахстан)      | 31    | 1    | 2     | 0     | 2      | 0      | 1     | 0    | 36      | 1       |
| 2014              | «Астана»           | Прем'єр-ліга (Казахстан)      | 26    | 1    | 4     | 0     | 6      | 0      | -     | -    | 36      | 1       |
| 2015              | Актобе             | Прем'єр-ліга (Казахстан)      | 16    | 2    | 3     | 1     | 1      | 0      | -     | -    | 20      | 3       |
| 2016              | «Тобол» (Костанай) | Прем'єр-ліга (Казахстан)      | 18    | 0    | 0     | 0     | -      | -      | -     | -    | 18      | 0       |
| Усього за кар'єру | Усього за кар'єру  | Усього за кар'єру             | 136   | 6    | 18    | 1     | 9      | 0      | 1     | 0    | 164     | 7       |

### У збірній
| Казахстан | Казахстан | Казахстан |
| Рік       | Матчі     | Голи      |
| --------- | --------- | --------- |
| 2012      | 3         | 0         |
| 2013      | 8         | 0         |
| 2014      | 3         | 0         |
| Загалом   | 14        | 1         |

Статистика подана станом на 10 жовтня 2014 року

### Голи за збірну
Голи та результат збірної Казахстану у таблиці подані на першому місці.
| Гол | Дата           | Місце                                       | Суперник | Рахунок | Результат | Змагання    |
| --- | -------------- | ------------------------------------------- | -------- | ------- | --------- | ----------- |
| 1.  | 26 лютого 2013 | Спортивний комплекс Мардан, Аксу, Туреччина | Молдова  | 1–0     | 3–1       | Товариський |

## Досягнення
Кубань
- Першість Футбольної Національної Ліги
  -  Срібний призер (1): 2008

Астана
- Прем'єр-ліга
  -  Чемпіон (1): 2014
  -  Срібний призер (1): 2013

- Кубок Казахстану
  -  Володар (1): 2012